# Мільковський Олександр Степанович
Олександр Степанович Мільковський (13 січня 1873 — 15 листопада 1934) — російський військовий діяч, генерал-майор.

## Біографія
Народився 13 січня 1873 року в сім'ї колезького асесора. Литовський татарин, мусульманин. Навчався у Петрозаводській гімназії.

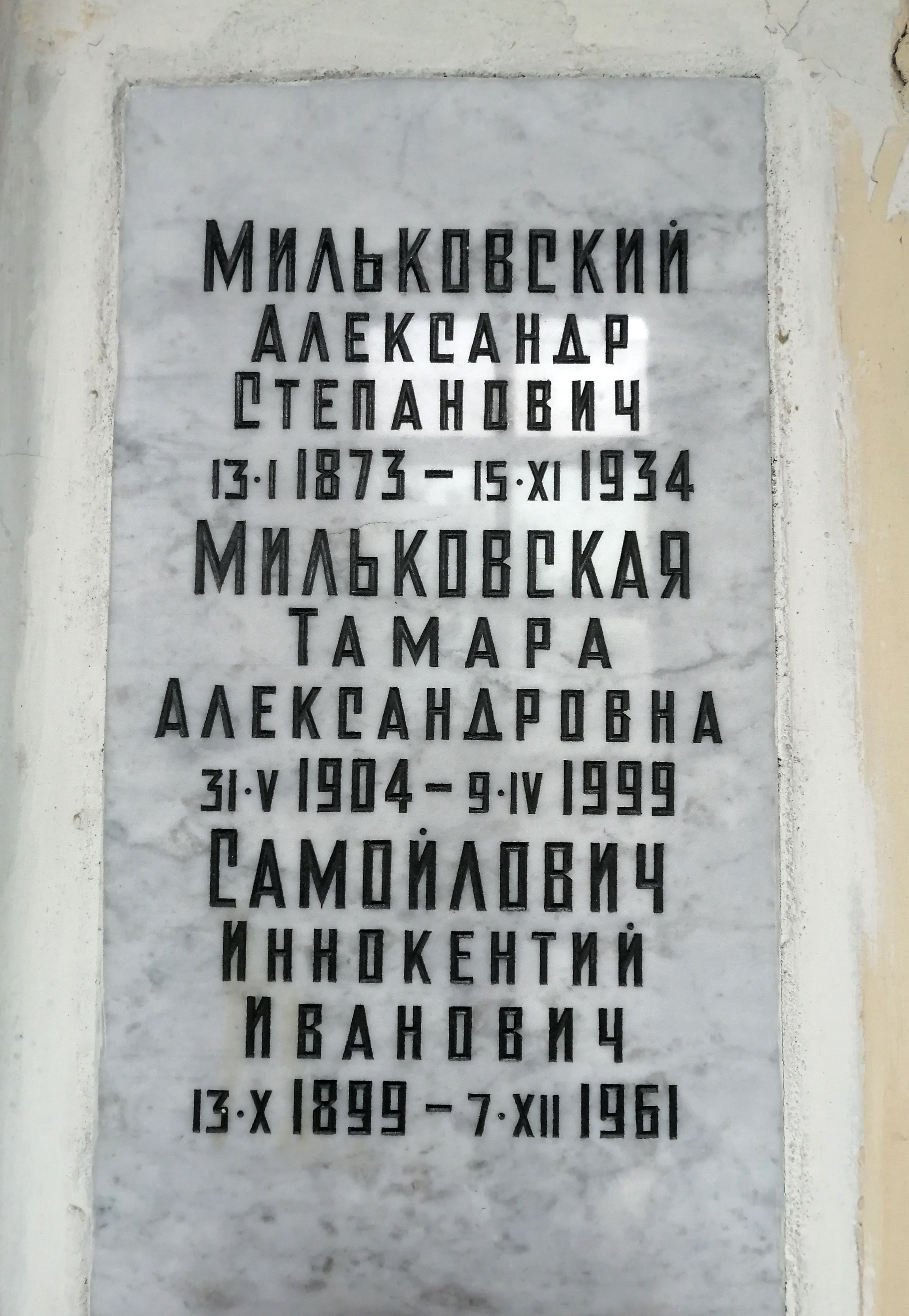
Плита сімейного поховання Мільковських. Москва, новий Донський цвинтар, колумбарій 7-8-16.

У липні 1891 року вступив на військову службу. У 1893 році закінчив військово-училищні курси Московського піхотного юнкерського училища. Направлений на службу у 2-гу батарею 5-го стрілецького артилерійського дивізіону. Того ж серпня 1892 року здобув звання підпоручика, а ще через чотири роки — поручника. У 1900 році став штабс-капітаном.
Брав участь у поході до Китаю 1900—1901 років, російсько-японської та Першої світової війн. До липня 1915 був командиром 5-го польового важкого артилерійського дивізіону.
13 січня 1915 року нагороджений орденом Святого Георгія IV класу. Останнє звання та посада — полковник, командир 10-го окремого важкого артилерійського дивізіону. Станом на 10 червня 1917 був командувачем 1-ї артилерійської бригади.
У Кримському крайовому уряді став помічником військового міністра Матвія Сулькевича із покладенням на нього обов’язків безпосереднього керівництва військовим міністерством.
Був учасником Білого руху, інспектором артилерії Кримського корпусу Якова Слащова. Дослужився до генерал-майора.
У 1920 році під час Кримської евакуації Російської армії барона Врангеля емігрував, а в листопаді 1921 року повернувся разом із генералом Яковом Слащовим і полковником Єдуардом Гільбіхом до радянської Росії.
Зарахований у кадри РСЧА, перебував у штаті для спеціальних доручень 1-го розряду інспекції артилерії та бронесил РСЧА. Помер 15 листопада 1934 року. Урна з прахом похована на Новому Донському цвинтарі.

## Нагороди
- Орден святої Анни 4 ст. (1906)
- Орден святої Анни 3 ст. з мечами та бантом (1906)
- Орден святого Станіслава 2 ст. з мечами (1906)
- Орден святої Анни 2 ст. (25.03.1910)
- Орден святого Георгія 4 ст. (13.01.1915)
- Орден святого Володимира 3 ст. з мечами (13.01.1916)
- мечі до ордена святої Анни 2 ст. (29.04.1917)
- Орден святого Станіслава 1 ст. з мечами (18.09.1917).

## Див також
- Татари-липки

## Примітка
1. ↑  Свод памятников истории, архитектуры и культуры крымских татар. — Симферополь–Белгород : «КОНСТАНТА», 2018. — С. 129-130. — ISBN 978-5-906952-68-4. Архівовано з джерела 31 березня 2022
2. ↑  Кавтарадзе, Александр Георгиевич. Научное предисловие к изданию // Я. А. Слащёв-Крымский. Белый Крым 1920 г.. — М. : Наука, 1990. — 17 липня. — С. 3-32.